# 新娘大作戰 (2015年電影)
《新娘大作战》（英語：Bride Wars）是一部2015年的爱情喜剧片，改編於美国的《新娘大作戰》。由陈国辉編劇以及執導，並由Angelababy、倪妮、陈晓、朱亚文主演。該電影是博纳影业、福斯国际制作(大中华)、博纳影视娱乐和腾讯视频文化传播联合出品。於2015年8月20日上映。

## 剧情
《新娘大作战》围绕两个情同姊妹的手足，因為各自的婚禮从误会到重拾友情的故事；Angelababy 、倪妮会分饰两个情同手足的姊妹的角色。

## 角色
| 演員       | 角色         | 備註     |
| 倪妮       | 马丽         |          |
| Angelababy | 何静         |          |
| 朱亚文     | 羅丹         |          |
| 陈晓       | 凯文(Kevin)  |          |
| 何炅       | sir 亚历山大 | 婚礼策划 |
| 井柏然     | 综艺主持     | 客串     |
| 黄晓明     | 万人迷       | 客串     |
| 冯绍峰     | 牧师         | 客串     |
| 王一楠     | 伴娘         | 客串     |
| 奚望       |              | 客串     |
| 杜海涛     |              | 客串     |
| 刘金山     |              | 客串     |